# Interstate 581
Pour les articles homonymes, voir Route 581.
L'Interstate 581 (I-581) est une autoroute collectrice de l'I-81 à Roanoke, en Virginie. Elle forme un multiplex sur toute sa longueur avec la US 220. Il est prévu qu'elle soit reliée à l'I-73.

## Description du tracé
L'I-581 se termine à la jonction avec Elm Avenue (SR 24) au centre-ville de Roanoke. La US 220 continue toutefois au sud.
L'autoroute débute au centre-ville de Roanoke et se dirige vers le nord-ouest à travers des zones commerciales et résidentielles. Elle passe à côté de l'Aéroport régional de Roanoke–Blacksburg.

## Liste des sorties
| Interstate 581                            |                 |      |       |        |                                                                 |                                                                                   |
| Comté                                     | Municipalité    | mi   | km    | Sortie | Intersections / Destinations                                    | Notes                                                                             |
| City de Roanoke                           | City de Roanoke | 0,00 | 0,00  |        | US 220 sud – Martinsville                                       | Terminus sud du multiplex avec US 220; continue au-delà comme US 220; future I-73 |
| City de Roanoke                           | City de Roanoke | 0,00 | 0,00  | 6      | SR 24 (en) (Elm Avenue) – Vinton                                |                                                                                   |
| City de Roanoke                           | City de Roanoke | 0,66 | 1,06  | 5      | US 11 / US 220 Bus. nord / US 221 sud – Centre-ville de Roanoke | Sortie direction sud, entrée direction nord                                       |
| City de Roanoke                           | City de Roanoke | 0,97 | 1,56  | 4      | US 460 (Orange Avenue) – Berglund Center                        | Indiqué sortie 4E (est) et 4W (ouest)                                             |
| City de Roanoke                           | City de Roanoke | 2,65 | 4,26  | 3C     | Valley View Boulevard – Aéroport                                |                                                                                   |
| City de Roanoke                           | City de Roanoke | 3,76 | 6,05  | 3      | SR 101 (en) (Hershberger Road) – Aéroport                       | Indiqué sortie 3E (est) et 3W (ouest)                                             |
| City de Roanoke                           | City de Roanoke | 5,51 | 8,87  | 2      | SR 117 (en) (Peters Creek Road)                                 | Indiqué sortie 2N (nord) et 2S (sud)                                              |
| Roanoke                                   |                 | 6,35 | 10,22 | 1      | I-81 / US 220 nord – Salem, Bristol, Lexington                  | Terminus nord du multiplex avec US 220; indiqué sortie 1N (nord) et 1S (sud)      |
| - Terminus de multiplex - Accès incomplet |                 |      |       |        |                                                                 |                                                                                   |